# Malaysia International 2024
Die Malaysia International 2024 im Badminton fanden vom 17. bis zum 22. September 2024 in Ipoh statt. Der vollständige Name der Veranstaltung war Petronas Malaysia International Challenge 2024.

## Sieger und Platzierte
| Veranstaltung | Gold                              | Silber                               | Bronze                                  |
| ------------- | --------------------------------- | ------------------------------------ | --------------------------------------- |
| Herreneinzel  | Minoru Koga                       | Riku Hatano                          | Sholeh Aidil                            |
| Herreneinzel  | Minoru Koga                       | Riku Hatano                          | Eogene Ewe                              |
| Dameneinzel   | Riko Gunji                        | Ruzana Ruzana                        | Chiara Marvella Handoyo                 |
| Dameneinzel   | Riko Gunji                        | Ruzana Ruzana                        | Mutiara Ayu Puspitasari                 |
| Herrendoppel  | Solomon Padiz Julius Villabrille  | Lim Tze Jian Wong Tien Ci            | Naoya Kawashima Kota Ogawa              |
| Herrendoppel  | Solomon Padiz Julius Villabrille  | Lim Tze Jian Wong Tien Ci            | Kazuki Shibata Naoki Yamada             |
| Damendoppel   | Naru Shinoya Nao Yamakita         | Hinata Suzuki An Uesugi              | Ng Qi Xuan Yap Rui Chen                 |
| Damendoppel   | Naru Shinoya Nao Yamakita         | Hinata Suzuki An Uesugi              | Maki Uchiyama Tsukiko Yasaki            |
| Mixed         | Amri Syahnawi Nita Violina Marwah | Adnan Maulana Indah Cahya Sari Jamil | Lau Yi Sheng Yap Rui Chen               |
| Mixed         | Amri Syahnawi Nita Violina Marwah | Adnan Maulana Indah Cahya Sari Jamil | Bobby Setiabudi Melati Daeva Oktavianti |